# 刘春香
刘春香（1973年—），河北孟村人，回族，中华人民共和国政治人物、第十二届全国人民代表大会河北地区代表。

## 生平
毕业于河北农业大学。2013年，被选为全国人大代表。2018年2月24日，当选为第十三届全国人大代表。